# Igor Amorelli
Igor Fonseca Amorelli (* 1. November 1984 in Belo Horizonte) ist ein brasilianischer Triathlet und Ironman-Sieger (2014, 2016).

## Werdegang
2007 belegte der damals 22-jährige Igor Amorelli bei der Triathlon-Weltmeisterschaft auf der olympischen Distanz (1,5 km Schwimmen, 40 km Radfahren und 10 km Laufen) in der Klasse U23 in Hamburg den 33. Rang.
Igor Amorelli startet als Profi-Triathlet bei Bewerben auf der Kurz-, Mittel- und Langdistanz.

### Sieger Ironman Brasil 2014
Im Mai 2014 konnte er nach 8:07:54 Stunden in Florianópolis mit persönlicher Bestzeit und als erster Brasilianer den Ironman Brasil gewinnen (3,86 km Schwimmen, 180,2 km Radfahren und 42,195 km Laufen).
Auf der halben Ironman-Distanz konnte er im März 2015 den Ironman 70.3 Puerto Rico gewinnen. Im Juli 2016 konnte Igor Amorelli in den Niederlanden beim Ironman Maastricht-Limburg sein zweites Ironman-Rennen gewinnen. Im April 2017 konnte er beim Ironman 70.3 Palmas in Brasilien sein drittes Rennen auf der Mitteldistanz gewinnen.
Im Mai 2018 belegte der damals 33-Jährige zum zweiten Mal nach 2013 den zweiten Rang beim Ironman Brasil und 2024 wurde der 39-Jährige hier zum dritten Mal Zweiter.
Igor Amorelli lebt in Balneário Camboriú.

## Sportliche Erfolge
| Datum/Jahr    | Rang | Wettbewerb                           | Austragungsort | Zeit     | Bemerkung |
| ------------- | ---- | ------------------------------------ | -------------- | -------- | --- |
| 23. Apr. 2023 | 2    | Ironman 70.3 Peru                    | Lima           | 03:47:19 | hinter Timothy O’Donnell |
| 30. Okt. 2021 | 8    | Ironman 70.3 California              | Oceanside      | 03:54:14 | |
| 3. Nov. 2019  | 3    | Ironman 70.3 Buenos Aires            | Buenos Aires   | 03:43:28 | Ironman 70.3 South American Championships                                                                                      |
| 22. Apr. 2018 | 1    | Ironman 70.3 Florianópolis           | Florianópolis  | 03:46:47 | Sieger der Erstaustragung |
| 22. Okt. 2017 | 1    | Ironman 70.3 Miami                   | Miami          | 03:59:43 | |
| 23. Apr. 2017 | 1    | Ironman 70.3 Palmas                  | Palmas         | 03:54:57 | |
| 12. März 2017 | 3    | Ironman 70.3 Buenos Aires            | Buenos Aires   |          | |
| 29. Nov. 2015 | 1    | Ironman 70.3 Punta del Este          | Punta del Este | 03:17:59 | |
| 5. Apr. 2015  | 4    | Ironman 70.3 Brasil                  | Brasilia       | 03:47:53 | |
| 15. März 2015 | 1    | Ironman 70.3 Puerto Rico             | San Juan       | 03:54:59 | |
| 27. Feb. 2015 | 40   | Challenge Dubai                      | Dubai          | 04:06:21 | beim ersten Rennen der „Challenge Triple-Crown-Serie“                                                                          |
| 7. Sep. 2014  | 24   | Ironman 70.3 World Championship      | Mont-Tremblant | 03:56:35 | |
| 6. Apr. 2014  | 3    | Ironman 70.3 Brasil                  | Brasilia       | 03:51:05 | hinter Tim Don und Timothy O’Donnell                                                                                           |
| 17. Aug. 2014 | 2    | Ironman 70.3 Timberman               | New Hampshire  | 03:56:59 | |
| 10. Aug. 2014 | 2    | Steelhead Ironman 70.3               | Benton Harbor  | 03:56:00 | |
| 26. Jan. 2014 | 5    | Ironman 70.3 South Africa            | East London    | 04:07:57 | |
| 26. Aug. 2013 | 2    | Ironman 70.3 Brasil                  | Brasilia       | 03:52:42 | |
| 25. Aug. 2012 | 3    | Ironman 70.3 Brasil                  | Penha          |          | |
| 29. Aug. 2010 | 2    | Ironman 70.3 Brasil                  | Penha          | 03:54:29 | [ 2 ] |
| 20. Sep. 2009 | 3    | Ironman 70.3 Cancún                  | Cancún         |          | |
| 3. Mai 2009   | 2    | Ironman 70.3 St. Croix               | Saint Croix    |          | |
| 29. Aug. 2009 | 2    | Ironman 70.3 Brasil                  | Penha          |          | |
| 14. Sep. 2008 | 2    | Ironman 70.3 Brasil                  | Penha          |          | |
| 2008          | 3    | Ironman 70.3 Cancún                  | Cancún         |          | |
| 31. Aug. 2007 | 33   | ITU Triathlon World Championship U23 | Hamburg        | 01:53:16 | Triathlon-Weltmeisterschaft auf der olympischen Distanz in der Klasse U23 (1,5 km Schwimmen, 40 km Radfahren und 10 km Laufen) |

| Datum/Jahr    | Rang | Wettbewerb                 | Austragungsort | Zeit     | Bemerkung                                                |
| ------------- | ---- | -------------------------- | -------------- | -------- | -------------------------------------------------------- |
| 19. Mai 2024  | 2    | Ironman Brasil             | Florianópolis  | 08:21:22 | hinter Reinaldo Colucci                                  |
| 18. Nov. 2018 | DNF  | Ironman Mexico             | Cozumel        | –        |                                                          |
| 13. Okt. 2018 | 32   | Ironman Hawaii             | Hawaii         | 08:34:21 | Rang 30 bei den Profis                                   |
| 27. Mai 2018  | 2    | Ironman Brasil             | Florianópolis  | 08:14:29 |                                                          |
| 3. Dez. 2017  | 3    | Ironman Mar del Plata      | Mar del Plata  | 08:27:11 |                                                          |
| 14. Okt. 2017 | 14   | Ironman Hawaii             | Hawaii         | 08:27:26 |                                                          |
| 28. Mai 2017  | 3    | Ironman Brasil             | Florianópolis  |          |                                                          |
| 27. Nov. 2016 | 46   | Ironman Mexico             | Cozumel        | 09:41:32 |                                                          |
| 31. Juli 2016 | 1    | Ironman Maastricht-Limburg | Maastricht     | 08:28:17 |                                                          |
| 10. Okt. 2015 | 33   | Ironman Hawaii             | Hawaii         | 09:34:17 |                                                          |
| 25. Mai 2014  | 1    | Ironman Brasil             | Florianópolis  | 08:07:54 | Sieger mit persönlicher Bestzeit auf der Ironman-Distanz |
| 12. Okt. 2013 | 13   | Ironman Hawaii             | Hawaii         | 08:34:59 | [ 3 ]                                                    |
| 30. Juni 2013 | 5    | Ironman Austria            | Klagenfurt     | 08:21:37 |                                                          |
| 26. Mai 2013  | 2    | Ironman Brasil             | Florianópolis  | 08:19:40 |                                                          |
| 27. Mai 2012  | 3    | Ironman Brasil             | Florianópolis  | 08:27:56 |                                                          |

(DNF – Did Not Finish)